# 23-й окремий танковий батальйон (Україна)
23-й окремий танковий батальйон (23 ОТБ, в/ч А0229) — окремий танковий підрозділ у складі Десантно-штурмових військ, який існував у 2018—2019 роках.

## Історія
Підрозділ створений в 2018 році.
Станом на 2019 рік перебував у складі десантно-штурмових військ, і був розформований.

## Командування
- Юдін Віталій Олександрович[3]